# パウラ・マヘ
パウラ・マヘ（Paula Mahe、2000年8月6日 - ）は、トンガ出身のラグビーユニオン選手。ジャパンラグビーリーグワンの日本製鉄釜石シーウェイブスに所属している。

## 経歴
2021年7月24日、トンガ代表としてクック諸島代表とのテストマッチに控えから出場し、1トライを挙げた。
2023年、ルーマニアのブカレストを拠点とするディナモ・ブクレシュティに所属。
2025年7月、ジャパンラグビーリーグワンの日本製鉄釜石シーウェイブスに加入した。